# LG New Chocolate BL40
LG New Chocolate (LG BL40) — мобильный телефон с сенсорным управлением серии Black Label от LG Electronics. О его выходе на рынок было объявлено 21 сентября 2009 года на Лондонской неделе моды, в которой компания LG участвовала в качестве основного спонсора показа моделей бренда Twenty8Twelve, принадлежащего модельеру Саванне Миллер и её сестре — актрисе Сиенне Миллер.

## Краткое описание
Телефон оснащен большим четырёхдюймовым LCD-дисплеем. LG BL40 — первый телефон с соотношением сторон 21:9, это соотношение используется в кинотеатрах. Такой размер экрана и разрешение 800х345 точек позволяет просматривать веб-страницы в полном формате, без горизонтального прокручивания браузера. Также дисплей способен отображать панорамную картинку кинематографического качества.
В LG New Chocolate BL40 используется разработка компании LG Electronics — трехмерный пользовательский интерфейс S-Class, который предоставляет мгновенный доступ ко всем функциям и возможностям телефона. Для быстрого написания сообщений или электронной почты в горизонтальном положении на экране телефона появляется виртуальная панель с клавиатурой компьютерного типа — QWERTY. Кроме того, предусмотрена опция быстрого копирования и вставки при работе с текстом (Copy&Paste), которая облегчает использование одинаковых отрывков в разных сообщениях.
Данная модель имеет двойной интерфейс, который выглядит как разделение поля экрана на две части, что позволяет синхронно работать в двух окнах. Благодаря этому пользователь может разговаривать по телефону и писать сообщение или редактировать телефонную книгу одновременно. Разрешение встроенной камеры — 5 миллионов пикселей.

## Возможности и характеристики
| Технические характеристики                                   | Технические характеристики                                                                          |
| ------------------------------------------------------------ | --------------------------------------------------------------------------------------------------- |
| Частотный диапазон                                           | Сети GSM/GPRS/EDGE (850/900/1800/1900 МГц), UMTS/HSDPA (900/2100 МГц, 7,2 Мбит/с)                   |
| Размер                                                       | 128x51x10,9 мм                                                                                      |
| Вес с аккумулятором                                          | 129 г                                                                                               |
| Ёмкость стандартного аккумулятора                            | 1000 мАч                                                                                            |
| Время работы в режиме разговора (по заявлению производителя) | 5-6 ч в сети 2G/3G                                                                                  |
| Процессор                                                    | MediaTek Helio G99                                                                                  |
| Дисплей                                                      | 4 дюйма, TFT, разрешение 345 × 800                                                                  |
| Камера                                                       | 5 Мпикс, максимальное разрешение 2952 × 1944                                                        |
| Запись видео                                                 | 640 × 384, 3GP и AVI                                                                                |
| Встроенная вспышка                                           | да                                                                                                  |
| Встроенная память                                            | 1.1 ГБ                                                                                              |
| Внешняя память                                               | T-flash, до 32 ГБ                                                                                   |
| «Горячая» замена                                             | есть                                                                                                |
| Сообщения и коммуникационные возможности                     | |
| Поддержка SMS                                                | да                                                                                                  |
| Поддержка EMS                                                | да                                                                                                  |
| Поддержка MMS                                                | да                                                                                                  |
| Поддержка E-mail                                             | да                                                                                                  |
| WAP                                                          | 2.0                                                                                                 |
| GPRS                                                         | Class 10                                                                                            |
| EDGE                                                         | Class 10                                                                                            |
| Wi-Fi                                                        | да (802.11b/g)                                                                                      |
| USB                                                          | 2.0                                                                                                 |
| Инфракрасный порт                                            | нет                                                                                                 |
| Bluetooth                                                    | 2.1                                                                                                 |
| Другие функции                                               | |
| Встроенная телефонная книга                                  | 1000 контактов, 12 полей (Имя, номер телефона(личный/рабочий), email, дата рождения, компания, итд) |
| Идентификация абонента по фотографии                         | да                                                                                                  |
| Предикативный ввод текста T9                                 | да                                                                                                  |
| Органайзер                                                   | да                                                                                                  |
| Будильник                                                    | да                                                                                                  |
| Калькулятор                                                  | да                                                                                                  |
| Конвертор величин                                            | да                                                                                                  |
| Конвертор валют                                              | да                                                                                                  |
| Мировое время                                                | да                                                                                                  |
| Диктофон                                                     | да                                                                                                  |
| Функция быстрого набора номера                               | да                                                                                                  |
| Секундомер                                                   | да                                                                                                  |
| Таймер                                                       | да                                                                                                  |
| Синхронизация с ПК                                           | да                                                                                                  |
| Функция съёмного диска                                       | да                                                                                                  |
| Виброзвонок                                                  | да                                                                                                  |
| Громкая связь                                                | да                                                                                                  |
| Загрузка мелодий                                             | да                                                                                                  |
| Установка MP3 мелодией вызова                                | да                                                                                                  |
| Установка видео файла мелодией вызова                        | да                                                                                                  |
| Установка записи диктофона мелодией вызова                   | да                                                                                                  |
| Загрузка изображений                                         | да                                                                                                  |
| Поддержка анимации                                           | да                                                                                                  |
| Встроенные игры                                              | да                                                                                                  |
| Поддержка Java                                               | да                                                                                                  |
| Профили                                                      | 7                                                                                                   |
| Абонентские группы                                           | да                                                                                                  |
| Встроенный аудиоплеер                                        | да (MP3, AAC, AAC+)                                                                                 |
| Встроенный видео плеер                                       | да (3GP, MP4)                                                                                       |
| Google Menu                                                  | да                                                                                                  |

## История серии Black Label
Серия телефонов LG Black Label состоит из 4 телефонов — LG Chocolate, LG Shine, LG Secret и LG New Chocolate (BL40). Первый телефон LG Chocolate дебютировал на глобальном рынке в мае 2006 года и вскоре стал самой популярной моделью в истории компании. В том же году новинка была удостоена престижных международных премий за инновации Red Dot Design и iF Design. Серии Black Label принадлежат также модели LG Shine, дизайнерский телефон с полностью металлическим корпусом, и LG Secret, классический телефон, имеющий защиту из закаленного стекла и карбонового волокна.

## Прочее
29 октября 2009 года компания LG Electronics (LG) анонсировала сотрудничество с кинокомпанией Twentieth Century Fox (Fox), в рамках которого в Азиатско-Тихоокеанском регионе будет представлен телефон LG New Chocolate (LG BL40) с загруженным контентом из фантастического фильма Джеймса Кэмерона «АВАТАР».
В рамках Недели моды в Москве был установлен подиум LG New Chocolate, на котором происходят показы коллекций известнейших российских и мировых дизайнеров: Erica Zaionts, Nadia Nurieva, Olga Deffi, Виктория Андреянова, Thierry Mugler, Макса Черницова, Sergey Sysoev. Посетители этого фэшн-события смогли воочию убедиться, что концепция LG BL40 идеально вписывается в атмосферу модных показов. Новый телефон от LG станет удачным аксессуаром для модных изысканных вещей, например, из коллекции Валентина Юдашкина, которому LG New Chocolate BL40 был подарен в первый день Недели моды.